# Саид Кутб
Саид Кутб (на арабски: سيد إبراهيم حسين شاذلي قطب, на латиница: Sayyid 'Ibrāhīm Ḥusayn Shādhilī Quṭb) е египетски ислямист, един от водещите идеолози на Мюсюлманско братство, основоположник на радикалния ислям и теоретик на ислямския фундаментализъм на Ислямска държава, Ал-Каида и други международни терористични организации.[необходимо е уточнение]
Проповядва установяването на световна ислямска общност (умма), основана на стриктно тълкуване на ислямските правила (шериата) и отхвърляне на национализма. Кутб критикува западната модерност и се застъпва за революционно премахване на неислямските порядки в обществото. Автор е на 24 книги.
 В трудовете си Саид Кутб пренася теорията на Ленин за революцията и диктатурата на пролетариата, като я издига до една от най-важните теории на ислямизма, развита в книгата му „Решителни крачки по пътя“ (на арабски: معالم في الطريق – Маа́лим фи-т-тари́к). Застъпва се за насилствен, офанзивен джихад.[необходимо е уточнение] Осъден е на смърт и е екзекутиран за заговор за убийството на президента на така наречената Обединена арабска република Гамал Абдел Насър.
Пол Берман в книгата си „Терор и либерализъм“ нарича Саид Кутб елитарен текстов интерпретатор, който изгражда теория за отчуждението, основана на исляма.[необходимо е уточнение]
Редица западни експерти сравняват трудовете на Саид Кутб с „Моята борба“ на Адолф Хитлер. Сравнението се основава на реконструкция на политическата теория на трима идеолози на сходни теории: Саид Кутб, Карл Маркс и Адолф Хитлер. Въпреки всички различия, техните аргументи следват една и съща основна структура: историята на човечеството се възприема като борба на живот и смърт между доброто и злото, в която злите заплашват съществуването на човечеството. Олицетворяващите доброто имат мисията да спасят човечеството, като го избавят от злото и като реализират утопията на безкласовото общество, естествената расова борба или пречистеното общество на последователите на истинската вяра.[необходимо е уточнение]